# 斯普林希爾 (艾斯康比亞縣)
斯普林希爾（英語：Spring Hill）是一個位於美國阿拉巴馬州艾斯康比亞縣的非建制地區。該地的面積和人口皆未知。

## 地理
斯普林希爾的座標為31°06′29″N 87°02′07″W / 31.10805°N 87.03527°W，而該地最高點為海拔高度60米（即197英尺）。